# Părintele Ioan
Părintele Ioan a fost un personaj fictiv, un preot despre care se credea, în Europa secolelor XII-XVII, că este conducătorul unui regat creștin aflat undeva în Orient, printre alte popoare musulmane și păgâne. Presupus urmaș al celor trei magi, el era un conducător generos și plin de virtuți, regatul lui fiind foarte bogat și populat de creaturi ciudate. În regatul lui, care se învecina cu Paradisul terestru, erau Porțile lui Alexandru și Fântâna tinereții. El avea în posesie și o oglindă prin care vedeai orice loc, precum și Sfântul Graal.
Regatul Părintelui Ioan a fost localizat, la început, în India, ca urmare a poveștilor despre succesul evengheliștilor nestorieni acolo, și ca urmare a scrierilor apostolului Toma. După invazia mongolă, regatul a fost mutat în Asia Centrală, iar mai apoi exploratorii portughezi l-au localizat în Etiopia.
În anul 1165 se răspândește în Europa o scrisoare fictivă de la Părintele Ioan, adresată împăratului bizantin Manuel I Comnen.

## Galerie

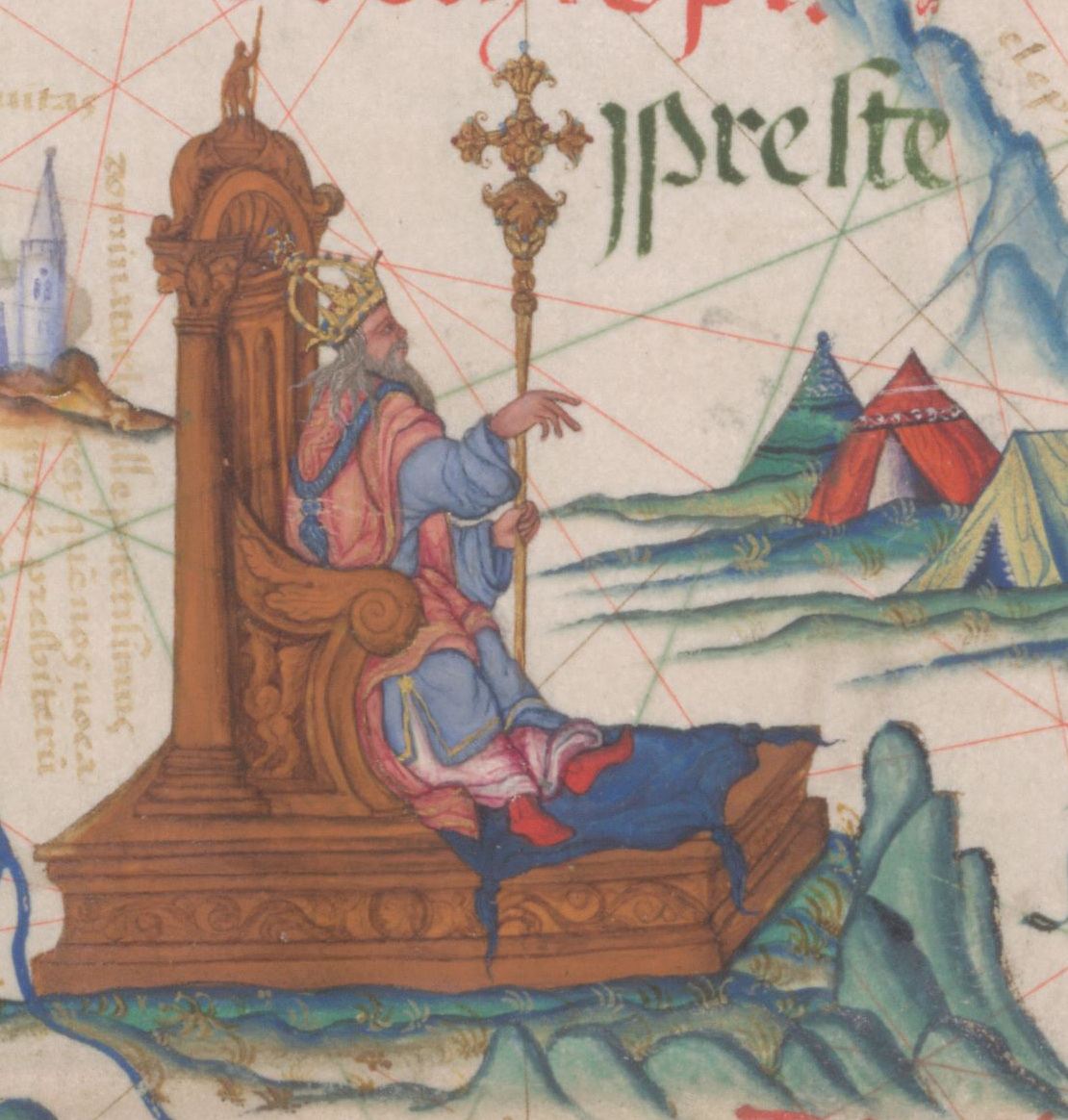
Părintele Ioan ca rege al Etiopiei, într-un atlas englez din 1558
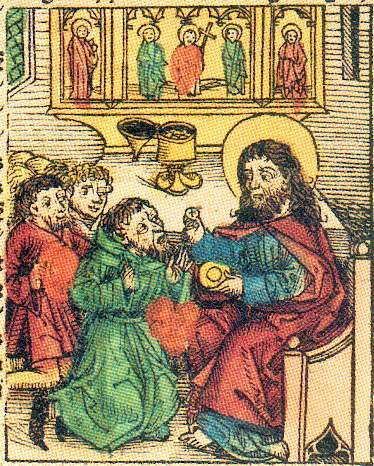
Părintele Ioan, în Cronica de la Nuremberg, 1493
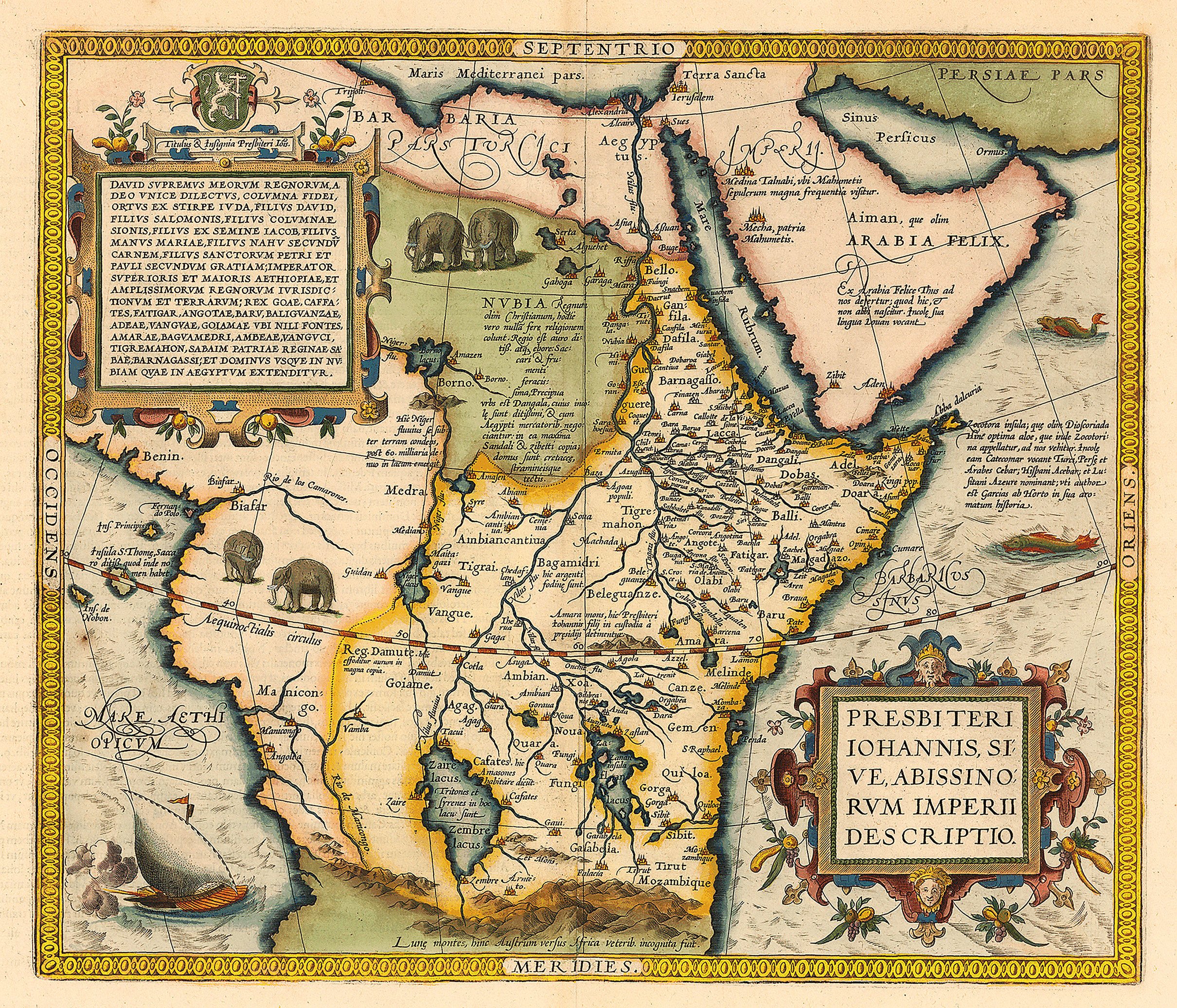
Hartă cu regatul său din Etiopia